# École polytechnique fédérale de Lausanne

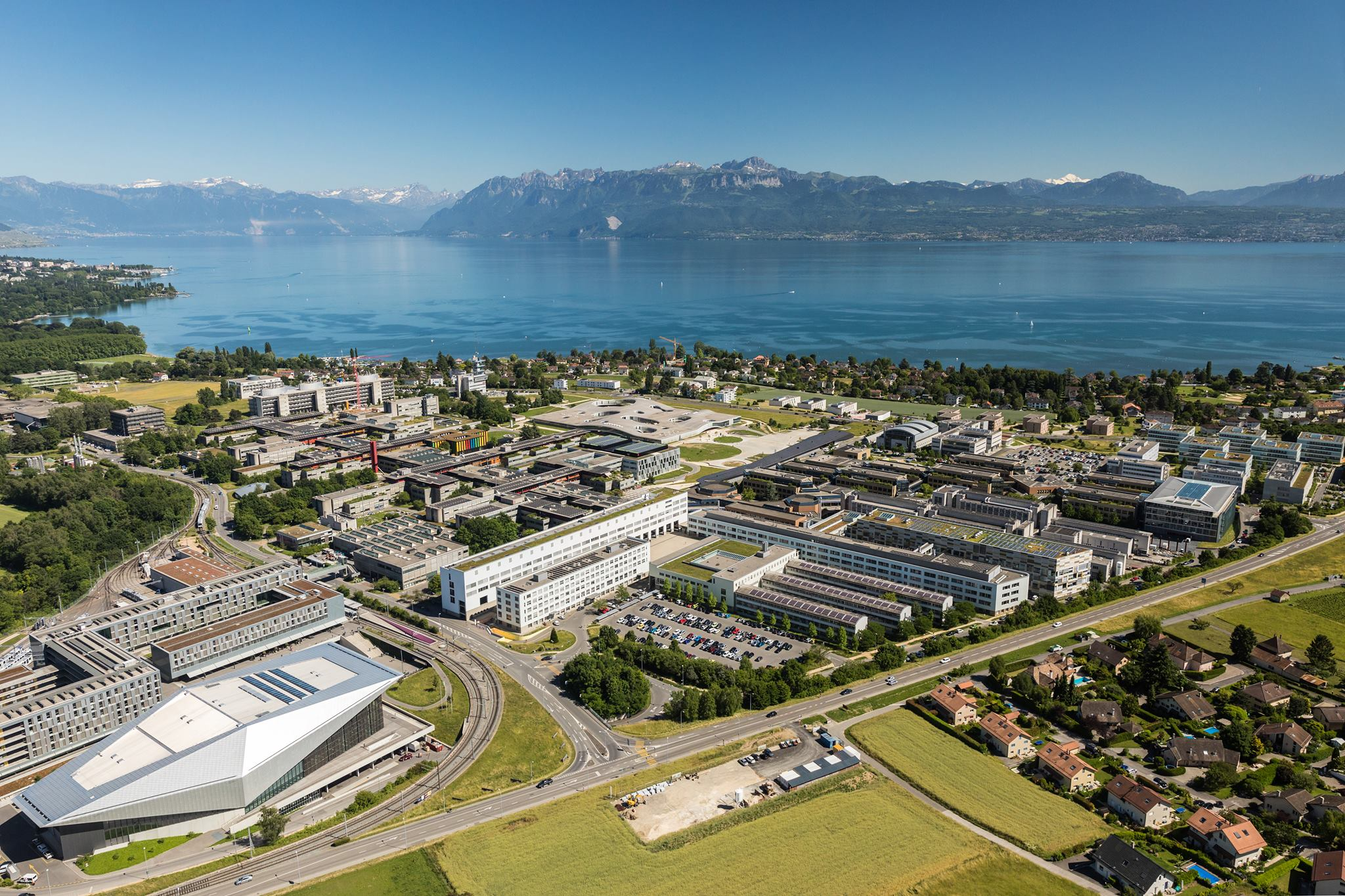
Luftaufnahme der EPFL, links im Vordergrund das Kongresszentrum

Die École polytechnique fédérale de Lausanne (EPFL, deutsch Eidgenössische Technische Hochschule Lausanne, ETHL, italienisch Politecnico federale di Losanna, PFL, rätoromanisch Scola politecnica federala Losanna SPFL) ist eine technisch-naturwissenschaftliche Universität in Lausanne, Schweiz. Der Campus befindet sich auf dem Gebiet der Gemeinde Ecublens in unmittelbarer Nähe des Genfersees, er schliesst direkt an den Campus der Universität Lausanne an – zusammengenommen ist der Campus Lausanne das grösste Bildungs- und Forschungszentrum der Schweiz.
Die EPFL ist in sieben Fakultäten gegliedert und bietet 13 Bachelor-Studiengänge und 26 Master-Studiengänge an. 319 Professoren VZÄ und über 1800 Doktoranden sind für die EPFL tätig. Zum Stand Ende 2017 waren 10'686 Studenten eingeschrieben. Präsident war seit 2000 der Neurowissenschaftler Patrick Aebischer, von 1. Januar 2017 bis Ende Dezember 2024 hatte Martin Vetterli das Amt inne. Die EPFL ist eingebunden in den ETH-Bereich des Bundes, der neben der EPFL die Eidgenössische Technische Hochschule Zürich sowie vier Forschungsanstalten (PSI, WSL, Empa und Eawag) umfasst.

## Geschichte
Gegründet wurde sie 1853 als Privatschule nach dem Prinzip der Pariser École centrale unter dem Namen École spéciale de Lausanne von Louis Rivier, Jean Gay, Pierre-Joseph und Jules Marguet. 1869 wurde sie die technische Abteilung der öffentlichen Académie de Lausanne. Als letztere reorganisiert wurde und 1890 den Universitätsstatus erhielt, änderte sich der Name der technischen Fakultät in École d’ingénieurs de l’Université de Lausanne. 1946 wurde sie auf den Namen École polytechnique de l’Université de Lausanne (EPUL) umgetauft.
Im Jahre 1969 erfolgte die Trennung der EPUL von der Universität Lausanne. Die EPUL wurde eine eidgenössische Institution unter dem heutigen Namen und hat sich mit der Eidgenössischen Technischen Hochschule Zürich (ETH Zürich) zusammengeschlossen. Diese beiden eidgenössischen Hochschulen werden direkt vom Bund kontrolliert und finanziert, im Gegensatz zu allen anderen Schweizer Universitäten, die den Kantonen unterstellt sind.
Zur Erforschung der Kernfusion wurde 1992 der Kernfusionsreaktor Tokamak à configuration variable (TCV) in Betrieb genommen.

## Die Schule
Es sind mehr als 100 Nationalitäten vertreten; mehr als 50 % des Lehrkörpers ist ausländischer Herkunft.
Die Schule ist in sieben Fakultäten aufgeteilt:
- CDH: Sozialwissenschaft
- CDM: Managementwissenschaften
- ENAC: Architektur, Bau- und Umweltwissenschaften
- IC: Informatik und Kommunikationssysteme
- SB: Mathematik, Physik und Chemie
- SV: Life Sciences/Biowissenschaften
- STI: Maschinenbau, Elektro- und Mikrotechnik, Materialwissenschaften

Die EPFL bietet eine Fülle von Vereinsaktivitäten und Sportangeboten an. Dank den mehr als 70 Vereinigungen aller Art können die Studenten neben den fachlichen auch soziale Kompetenzen erwerben.

## Studienbedingungen
- Die Zulassung an die EPFL erfolgt mit einer schweizerischen Maturität oder einem gleichwertigen Schulabschluss ohne weitere Bedingungen.
- Inhaber eines Baccalauréats mit deutlich über dem Durchschnitt liegender Abschlussnote werden ohne weitere Bedingungen zugelassen.
- Studenten ohne Prädikatsexamen oder ohne gleichwertigen Abschluss können den Förderkurs Mathematik an der EPFL oder einer Privatschule besuchen.

## Standort
Ab 1943 lag die Schule im ehemaligen Hotel Savoy an der Avenue de Cour Nr. 29–33 in Lausanne. 1971 begannen die Bauarbeiten für die neuen Gebäude am Standort Dorigny in Ecublens, in unmittelbarer Nachbarschaft zur Universität Lausanne. Die Einweihung der ersten Gebäude der EPFL in Dorigny fand 1978 statt.
Seither sind zahlreiche Neubauten auf dem Campus Lausanne hinzugekommen, so auch das unter der Leitung des japanischen Architekturbüros SANAA errichtete Rolex Learning Center, das nach dem Hauptsponsor Rolex benannt wurde. Der derzeit letzte ist ein 2014 fertiggestelltes Kongresszentrum für bis zu 3000 Personen, welches auch 344 Studentenzimmer und Geschäfte umfasst.

## Rankings
Im Leiden-Ranking 2008 belegte die EPFL innerhalb Europas den 3. Platz, damit den ersten innerhalb Kontinentaleuropas.
Im Shanghai-Ranking 2009 im Feld ENG (Academic Ranking of World Universities in the field «Engineering/Technology and Computer Sciences») belegte sie weltweit den 15. Platz und damit zusammen mit der University of Cambridge den 1. Platz ausserhalb der USA (2. Platz ausserhalb der USA im Jahr 2008).
Im Subject-Ranking Computer Science belegte sie 2009 innerhalb Europas den 3. Platz.
In der Rangliste von The Times Higher Education Supplement 2012 lag die EPFL weltweit auf dem 40. Platz (Platz 50 im Jahr 2008) und damit innerhalb Europas auf dem 8. Rang.
Times Higher Education bewertet darüber hinaus jährlich die weltweit 150 besten Universitäten, die vor weniger als 50 Jahren gegründet wurden. Mit dem Ranking will das Magazin einen Blick «auf die aufsteigenden Sterne mit grossem Potenzial» eröffnen. In dieser Rangliste des Jahres 2016 liegt die EPFL auf dem 1. Platz.
In der Ausgabe für 2021 des QS World University Ranking der Top 100 Global Universities steht sie weltweit an Stelle 14 und damit in ganz Europa an Stelle 6.

## Wissenschaftliche Partner
- Alinghi: Die EPFL ist der offizielle wissenschaftliche Berater des Teams Alinghi, Doppelsieger des America’s Cup 2003 und 2007.
- Breitling Orbiter 3: Nonstop-Ballonfahrt rund um die Erde im Jahr 1999, gesteuert von Bertrand Piccard und Brian Jones.
- Die Schweizerische Post: Die Schweizerische Post verstärkt die Zusammenarbeit mit der EPFL. Mit der Eröffnung ihres Inkubators (PostLab) auf dem EPFL-Campus zeigt sie deutlich ihre Ambition, einen Platz unter den Innovationspionieren der Schweiz einzunehmen.
- Hydroptère: Der Hydroptère ist eine experimentelle Segelyacht, die im Trimaran-Design mit Tragflügeln ausgestattet ist und auf dem Archimedes-Prinzip beruht.
- IBM: Seit Sommer 2005 ist die EPFL im Besitz eines von IBM entworfenen Supercomputers BlueGene. Dieser schweizweit leistungsstärkste Rechner liegt mit einer theoretischen Schnelligkeit von 22,8 Teraflops weltweit auf dem 22. Platz (Stand November 2006).[22]
- Logitech: Logitech und die EPFL haben die Lancierung des Innovations-Inkubators angekündigt. Ziel dieses gemeinsamen Projektes ist es, die Innovationskraft zu fördern und jährlich eine gewisse Anzahl technisch innovativer Studenten- und Forschungsprojekte finanziell, bildungsmässig und funktionell zu unterstützen.
- Merck Serono: Forschungspartnerschaft mit der EPFL in Neurowissenschaften, Onkologie und Wirkstoffverabreichung.
- Nestlé: Nestlé hat mit der EPFL ein fünfjähriges Abkommen zur «Erforschung der Beziehung zwischen Ernährung und Gehirn» abgeschlossen. Jährlich bekommt die Hochschule fünf Millionen Franken, der Lebensmittelkonzern sponsert zwei Lehrstühle.
- Nokia: Die EPFL und die ETH Zürich sind mit Nokia eine Forschungs- und Technologiepartnerschaft eingegangen. An der EPFL wurde zu diesem Zweck das Nokia Research Center[23] eröffnet.
- Patrouille des Glaciers: Poly-PDG, der akademische Partner mit dem extremsten Hochgebirgsrennen Patrouille des Glaciers.
- Solar Impulse: Solarflugzeug von Bertrand Piccard.

## Persönlichkeiten

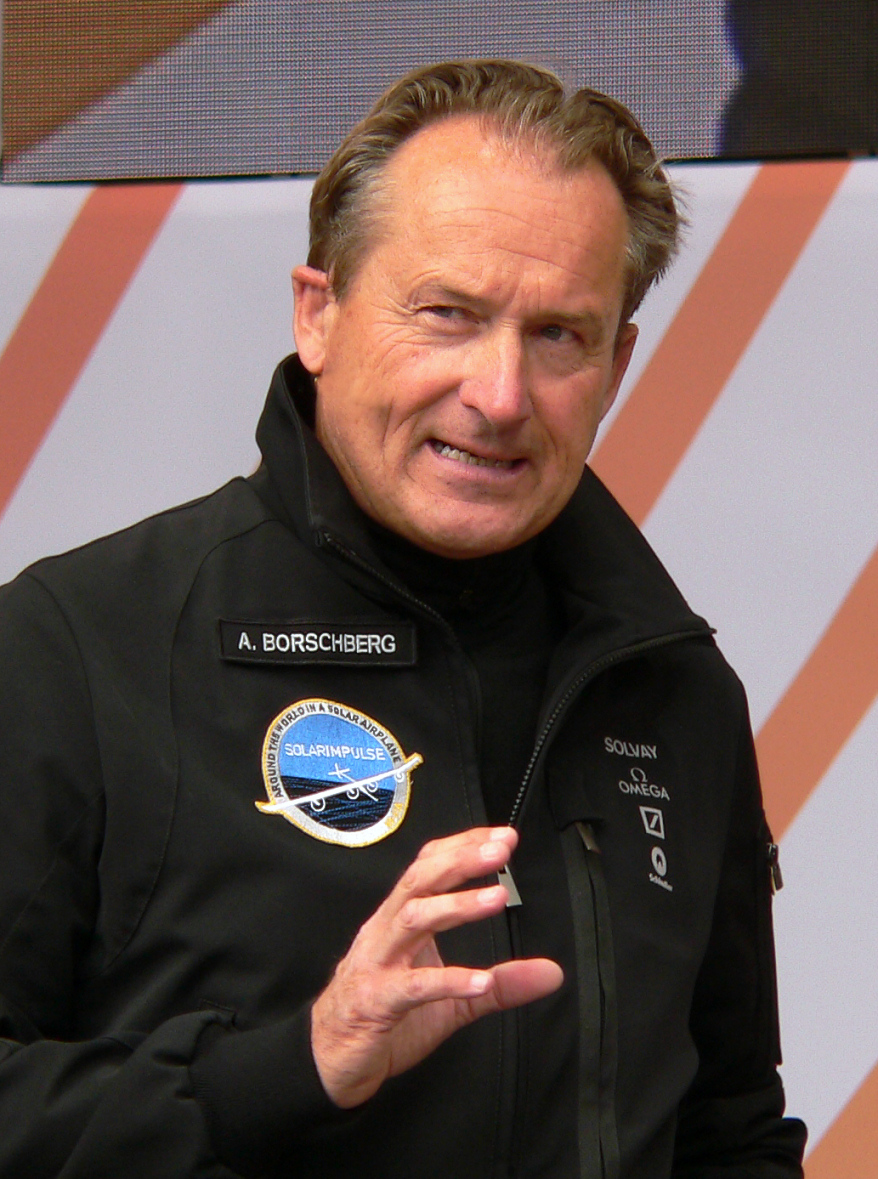
André Borschberg

- Metin Arditi (* 1945), Autor, Mäzen und Geschäftsmann
- Thomas von Ballmoos (* 1961), Architekt und Gastprofessor für Architektur 2006
- Christine Binswanger, Architektin und Gastprofessorin für Architektur 2000–2001
- Gordian Blumenthal (* 1967), Architekt und Gastprofessor für Architektur 2019–2020
- Daniel Borel (* 1950), Industrieller, Gründer von Logitech
- André Borschberg (* 1952), Pilot und CEO von Solar Impulse
- Mario Botta (* 1943), Architekt und Gastprofessor für Architektur 1976–1977
- Stéphanie Bru (* 1973), Architektin, Universitätsprofessorin und Gastprofessorin für Architektur 2018–2019
- Marc Bürki (* 1961) und Paolo Buzzi, Gründer von Swissquote
- Ramun Capaul (* 1969), Architekt und Gastprofessor für Architektur 2019–2020
- Bertrand Cardis, Gründer der Décision SA, Erbauer der Alinghi
- Srishti Dhar Chatterji (1935–2017), Professor für Mathematik
- David Chipperfield (* 1953), Architekt und Gastprofessor für Architektur 1992–1993
- Maurice Cosandey, Bauingenieur, Hochschullehrer und Präsident der EPFL 1969–1978
- Laura Cristea (* 1987), Architektin und wissenschaftliche Mitarbeiterin für Architektur bei Raphael Zuber 2015–2016
- Antonio Cruz & Antonio Ortiz, Architekten und Gastprofessoren für Architektur 1992–1993
- Aurelio Galfetti (1936–2021), Architekt und Gastprofessor für Architektur 1984–1995
- Aart de Geus (* 1954), Gründer von Synopsys
- Giorgio Grassi (* 1935), Architekt und Gastprofessor für Architektur 1999–2000
- Michael Grätzel (* 1944), Chemie-Professor der EPFL, Erfinder der Grätzel-Zelle, weltweite Referenz in der Solarszene
- Vittorio Gregotti (1927–2020), Architekt und Gastprofessor für Architektur 1978–1979
- Martin Hairer (* 1975), Professor für Mathematik, Fields-Medaille 2014
- Thomas Henzinger (* 1962), Informatiker, Professor der EPFL
- Anna Kiesenhofer (* 1991), Mathematikerin und Radrennfahrerin, Olympiasiegerin
- Kaschka Knapkiewicz (* 1950), Architektin und Gastprofessorin für Architektur 2002–2003
- Ervin Kováts (1927–2012), Professor der EPFL und Entwickler des Kovats-Index
- Bruno Krucker (* 1961), Architekt und Gastprofessor für Architektur 2006
- André Kudelski (* 1960), Industrieller, Erfinder von Verschlüsselungs-Software für Canal+
- Khelil Lajimi, seit 2007 tunesischer Tourismusminister
- Inès Lamunière, Architektin und Professorin für Architektur
- Waleska Leifeld (* 19??), Architektin, Szenenbildnerin und Hochschullehrerin
- Jacques Lucan (1947–2023), Architekt und Professor für Architektur
- Vincent Mangeat (1941–2025), Architekt und Professor für Architektur, Absolvent: 1969
- Mirko Manzoni (* 1967), Diplomat, seit 2019 persönlicher Gesandter des UN-Generalsekretärs für Mosambik
- Pierre von Meiss (1938–2020), Architekt und Honorarprofessor für Architekturdesign und -theorie
- Joël Mesot (* 1964), Physiker, Professor der EPFL, Präsident der ETH Zürich
- Georges de Mestral (1907–1990), Erfinder des Velcro-Klettverschlusses
- Eduardo Souto de Moura (* 1952), Architekt und Gastprofessor für Architektur 1993–1994
- Claude Nicollier (* 1944), Astronaut, Professor der EPFL
- Jean-Daniel Nicoud (* 1938), Forscher, Erfinder des PC Smaky, Mitentwickler der halbkugelförmigen Maus mit drei Tasten
- Martin Odersky (* 1958), Professor und Begründer der Programmiersprache Scala
- Luca Ortelli (* 1956), Architekt und Universitätsprofessor
- Yves Paternot, Physik, ehemaliger CEO von Adecco
- Martino Pedrozzi (* 1971), Student der Architektur und wissenschaftlicher Mitarbeiter
- Dominique Perret, Freerider des Jahrhunderts
- Matteo Poli (* 1973), Architekt und Universitätsprofessor
- Franck Riboud (* 1955), Industrieller, CEO des französischen Lebensmittelkonzerns Danone
- Dries Rodet (* 19??), Architekt und Gastprofessor für Architektur seit 2023
- Noura Al Sayeh Holtrop (* 1983), arabische Architektin und Kuratorin
- Sarclo, Autor, Komponist und Interpret
- Miroslav Šik (* 1953), Architekt und Gastprofessor für Architektur 1997–1998
- Luigi Snozzi (1932–2020), Architekt, Professor 1984–1997 und Gastprofessor für Architektur 1982–1984
- Adrian Streich (* 1966), Architekt und Gastprofessor für Architektur 2013–2014
- Alexandre Thériot (* 1972), Architekt, Universitätsprofessor und Gastprofessor für Architektur 2018–2019
- Charlotte Truwant (* 19??), Architektin und Gastprofessorin für Architektur seit 2023
- Martin Velasco, Unternehmer, Business Angel of the Year 2004
- Adrien Verschuere (* 1976), belgischer Architekt und Gastprofessor für Architektur seit 2019
- Martin Vetterli (* 1957, Elektro-Ingenieur), Professor und Präsident der EPFL
- Maryna Viazovska (* 1984), ukrainische Mathematikerin, Fields-Medaille 2022
- Bernard Vittoz (1927–2006), Professor und Präsident der EPFL
- Rainer Weitschies (* 1965), Architekt und Hochschullehrer, Student: 1990–1991
- Nelly Wenger (* 1955), Ex-Direktorin von Nestlé Schweiz
- Elia Zenghelis (* 1937), Architekt und Gastprofessor für Architektur 1997–1998
- Raphael Zuber (* 1973), Architekt und Gastprofessor für Architektur 2015–2016

## Vereinigungen

### Studierendenverband AGEPoly
Die AGEPoly ist der Verband der Studierenden der EPFL in Lausanne. Die Studentenschaft wurde im Jahre 1951 unter dem Namen AGEPUL (Association Générale des Étudiants de l’École Polytechnique Universitaire de Lausanne) gegründet. Seit 1964 trägt sie ihren aktuellen Namen.
Zusammengesetzt ist die AGEPoly aus dem Vorstand, dem sechs bis zehn Studenten angehören, den zugeordneten drei Polen, welche zugleich die Hauptaufgaben sind (Service, Animation & Sport, Studentenvertretung), sowie den etwa zwanzig Kommissionen.
Die AGEPoly war Gründungsmitglied des mittlerweile wieder aufgelösten Verbandes der Schweizerischen Hochschulstudierendenschaften (VSH) und ist seit 2008 Mitglied des Verbandes der Schweizer Studierendenschaften (VSS).

### Alumniorganisation A3-EPFL
Die A3-EPFL (früher AEPFL für Association Amicale des Anciens Élèves de l’École Polytechnique Fédérale de Lausanne) ist der Verband der EPFL-Absolventen (Absolventen, Master, Promovierte, Nachdiplomstudien). Ihre Ziele sind die Förderung der Zusammengehörigkeit ehemaliger Absolventen, ihre Vertretung bei der EPFL und das Pflegen der Beziehungen zur Schule.
Angebote:
- Ein Abonnement für die Zeitung A3 und für das Magazin Reflex, mitveröffentlicht durch die EPFL
- Zehnmal jährlich Zustellung des elektronischen Newsletters
- Bewertung der Online-Business-Plattformen LinkedIn und Viadeo, in Zusammenarbeit mit dem Centre de Carrière[28] der EPFL
- Die Patenschaft der Hochschulabgänger durch einen Alumni
- Eine lebenslange E-Mail-Adresse
- Der Unterhalt der einzigen Datenbank, die alle Absolventen enthält
- Darlehen für ein Nachdiplomstudium
- Organisation der Tagung Zurück auf dem Campus und zahlreiche weitere Besuche und Konferenzen
- Die Veröffentlichung eines Verzeichnisses, das die Koordinaten von mehr als 7000 EPFL-Absolventen in über 100 Ländern enthält
- Stellenvermittlung
- Unterstützung und Entwicklung der Regional- und Auslandsektionen

Die Regionalsektionen (Genf, Waadtland-Wallis, Ostschweiz und Bern-Neuenburg-Freiburg-Jura) organisieren zahlreiche Veranstaltungen (technische oder kulturelle Besuche, Konferenzen, Business-Lunches, Apéros, gemütliche Treffs usw.). Diese Zusammenkünfte erlauben es den Teilnehmern, ihr privates und berufliches Netzwerk zu vergrössern.

### Forum EPFL
Das Forum EPFL ist die Studentenvereinigung der EPFL, die für die Organisation des Forums EPFL zuständig ist. Die Gruppe besteht 2009 aus 18 Personen.
Das im Jahr 1982 gegründete Forum ist seit je eine bevorzugte Austausch- und Begegnungsplattform für die universitären und beruflichen Gemeinschaften. Seine Aufgabe ist es, die Rekrutierung und berufliche Eingliederung der Studienabgänger zu unterstützen. Heute zählt das Forum EPFL zum wichtigsten Rekrutierungsanlass der Schweiz und zu einem der grössten in Europa.

### Vereinigung für nachhaltige Entwicklung UniPoly
UniPoly ist die Studentenvereinigung der EPFL und der Universität Lausanne für nachhaltige Entwicklung. Mit mehr als 50 Studenten machen sie sich für die Sensibilisierung der nachhaltigen Entwicklung in der ganzen Westschweiz stark.
Seit 2005 verteilt UniPoly den Gratisprospekt Astuces Durables zu elf Themen (Wasser, Transport, Ernährung, Abfall, fairer Handel, Medikamente und Kosmetika, elektrische Geräte, Putzmittel, elektrische Haushaltsgeräte, Heizung und Elektrizität, Einkauf) und schlägt einfache alltagstaugliche Massnahmen zum nachhaltigen Konsum vor.
UniPoly ist Teil der World Student Community for Sustainable Development, eines internationalen Netzwerks von Studentenvereinigungen für nachhaltige Entwicklung, bestehend aus der Eidgenössischen Technischen Hochschule Zürich, dem Massachusetts Institute of Technology und den Universitäten von Tokio, Regina, Chalmers, St. Petersburg und Yaoundé.

## Fotos

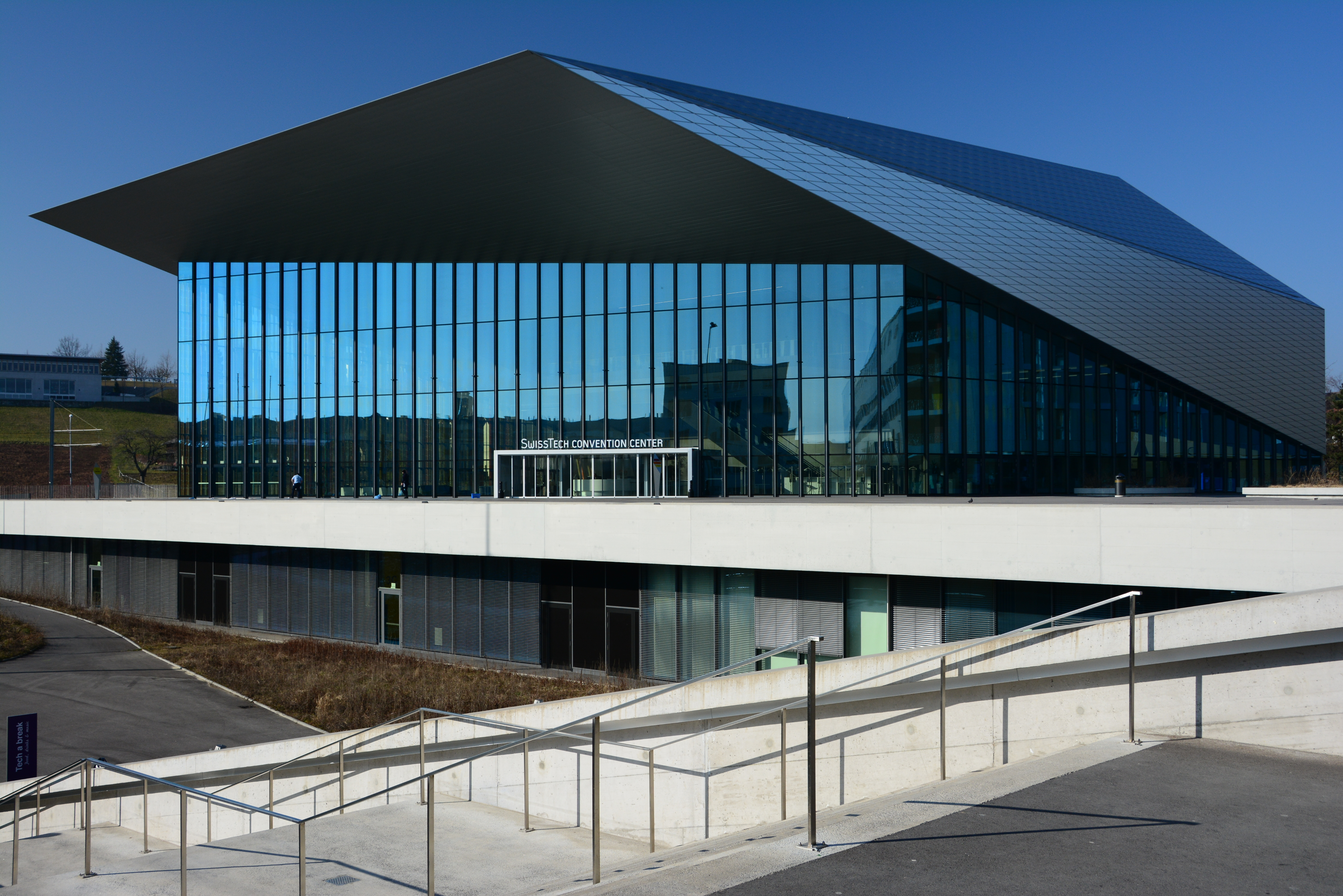
Swiss Tech Kongresszentrum im Februar 2015
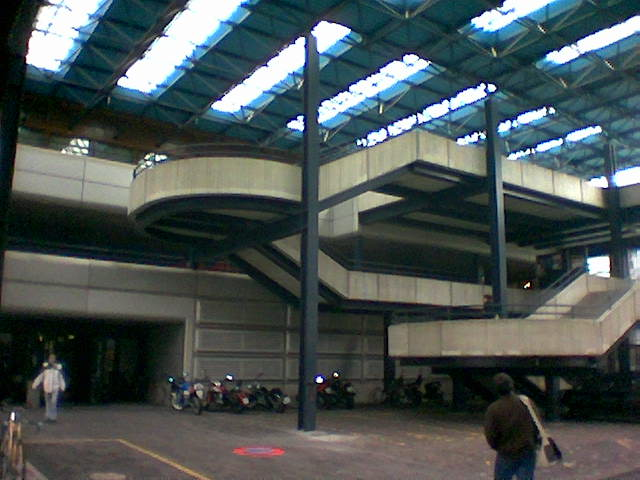
Avenue Piccard
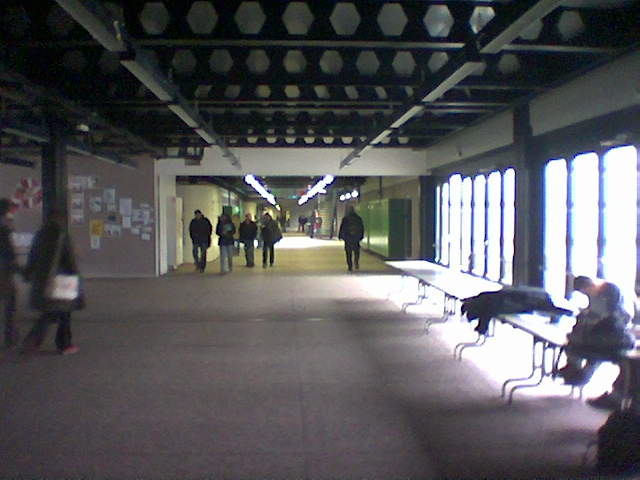
Das Ostzentrum
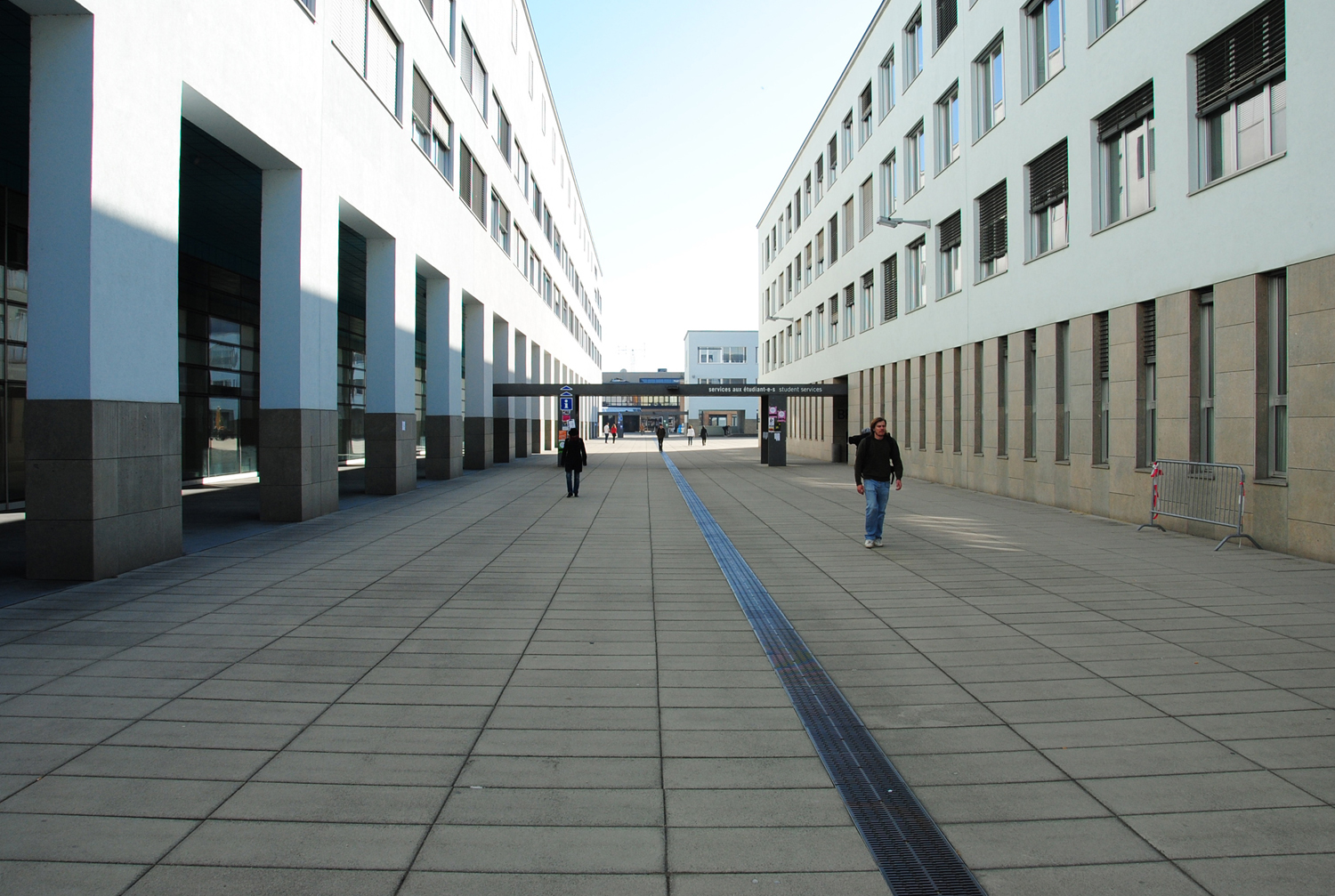
Das Nordquartier
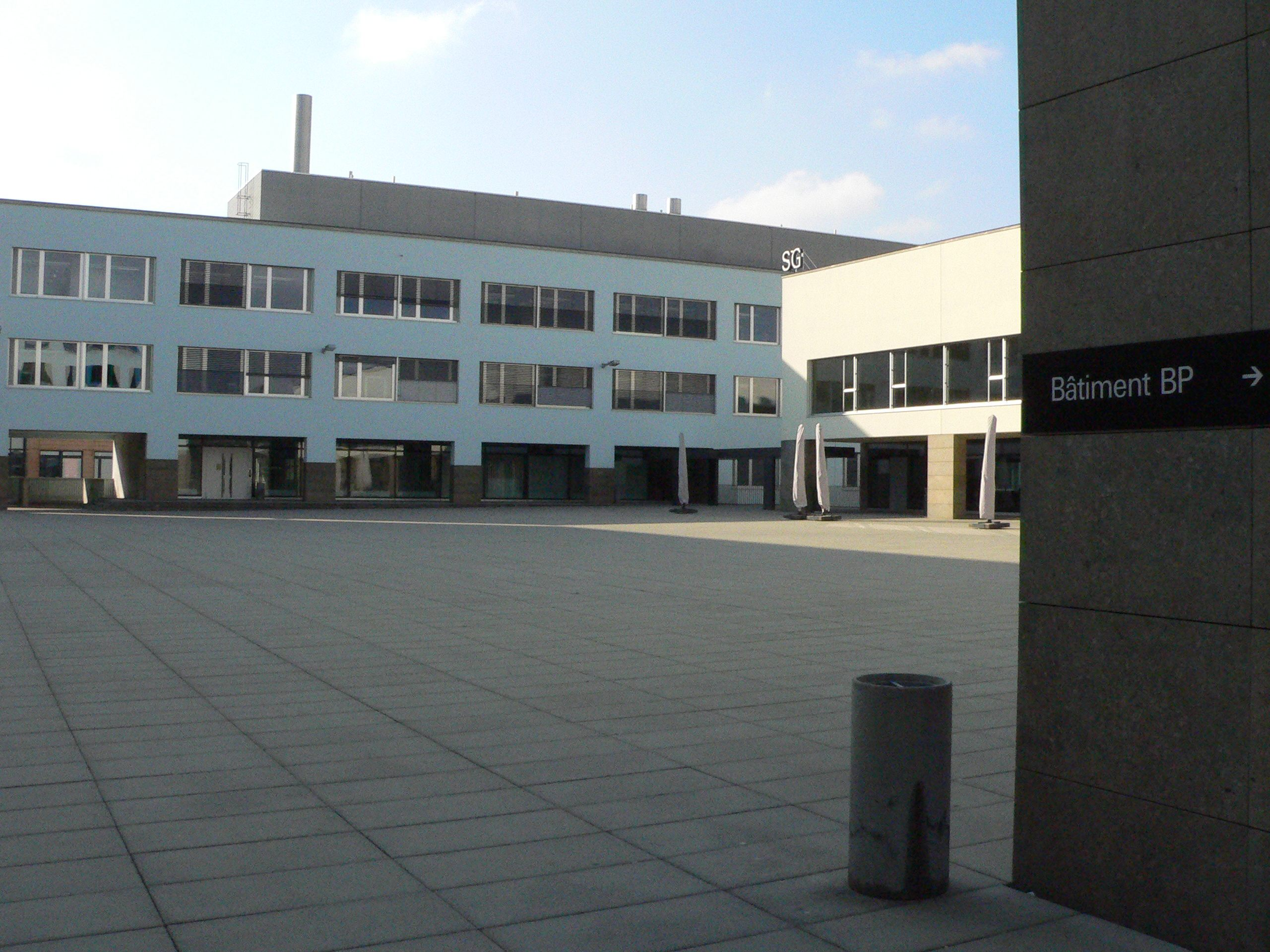
Das Nordquartier
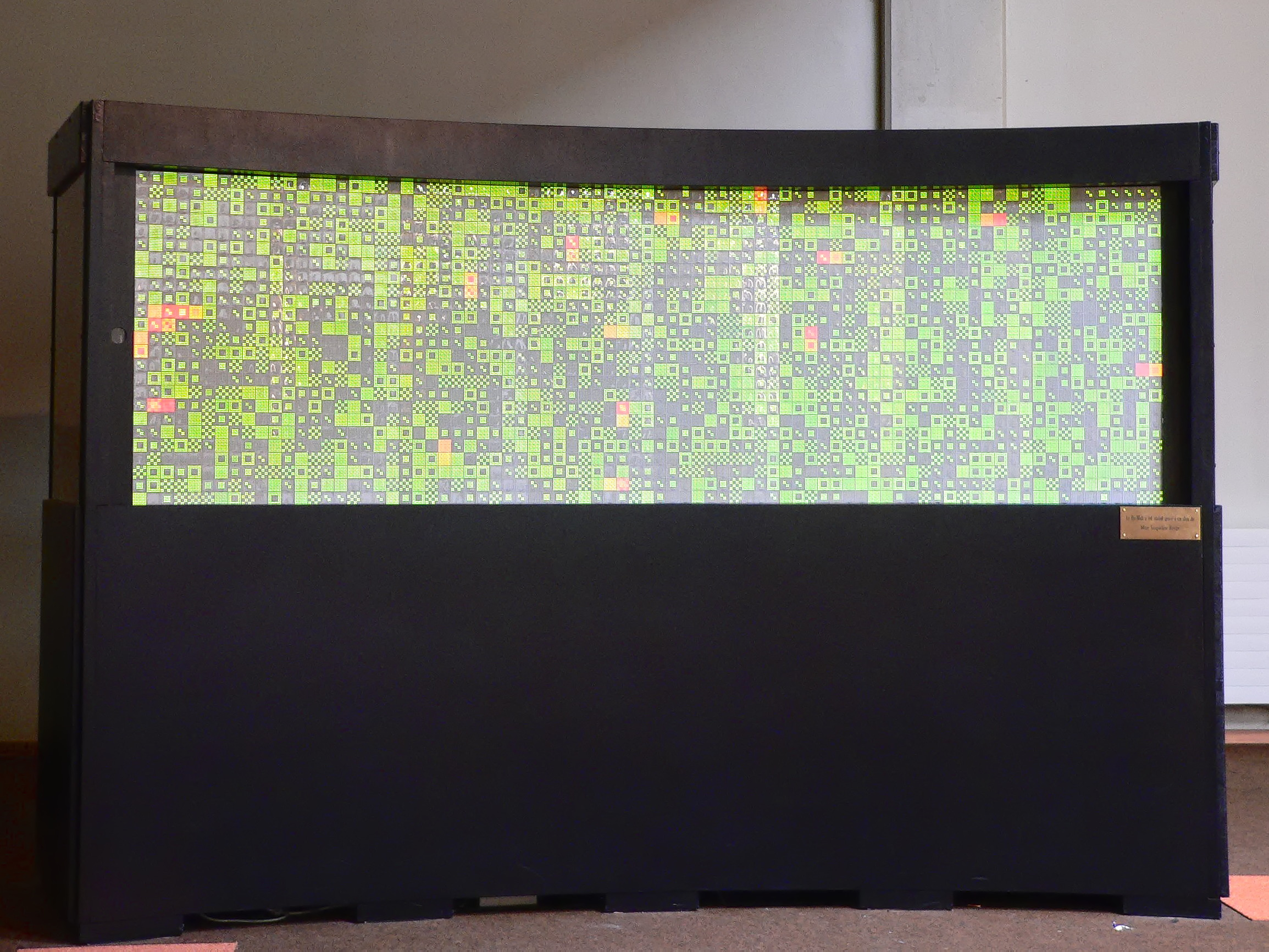
Die Biowall
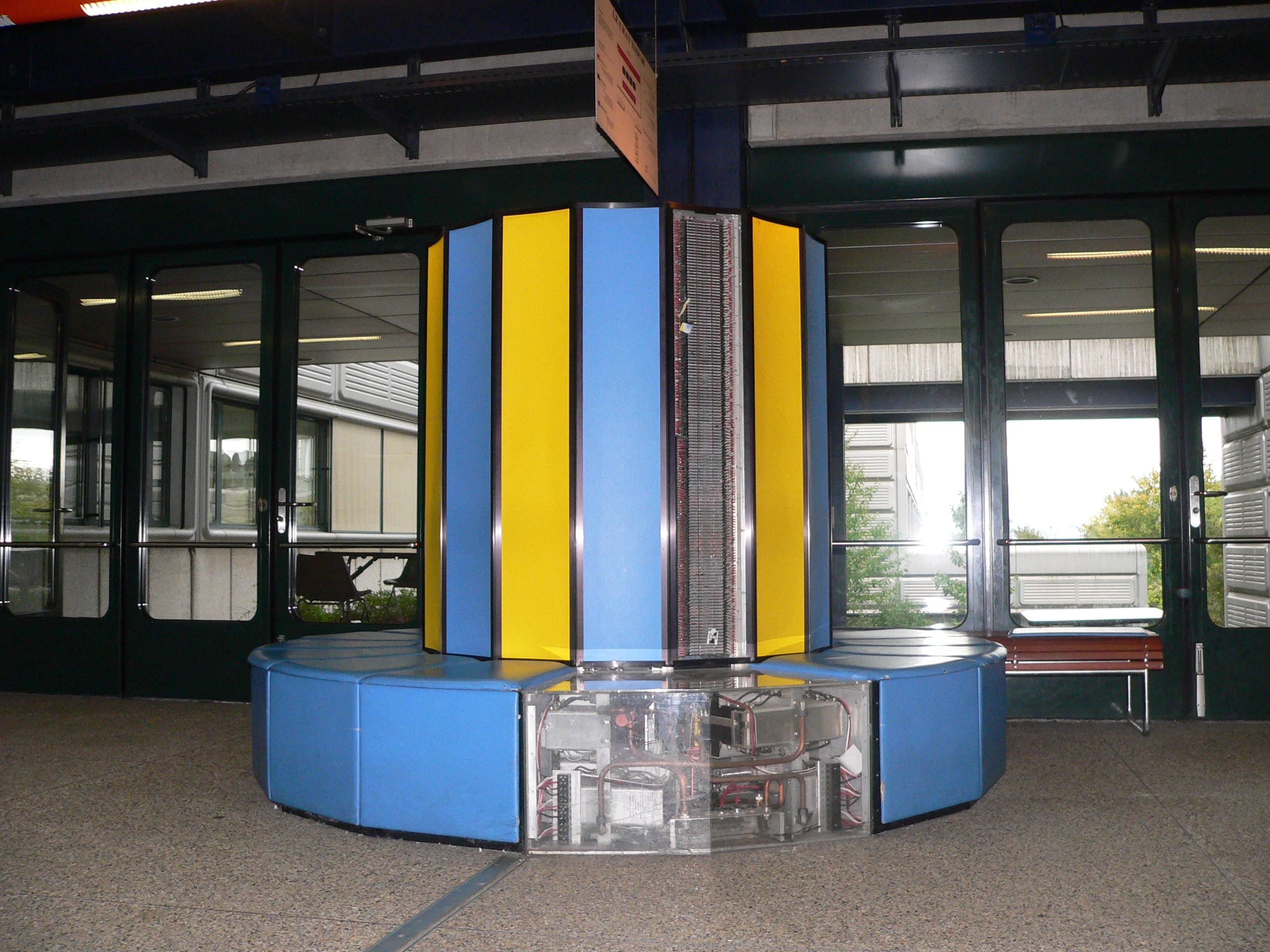
Cray X-MP/48
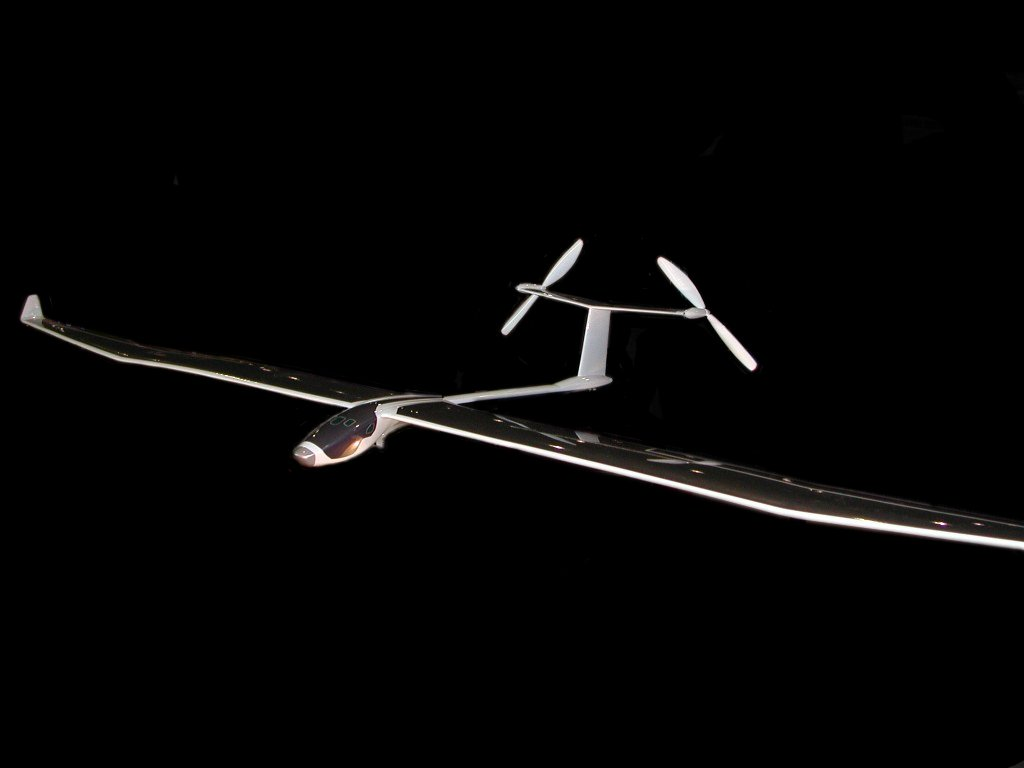
Solar Impulse
- Fliegender Roboter, salon de la robotique
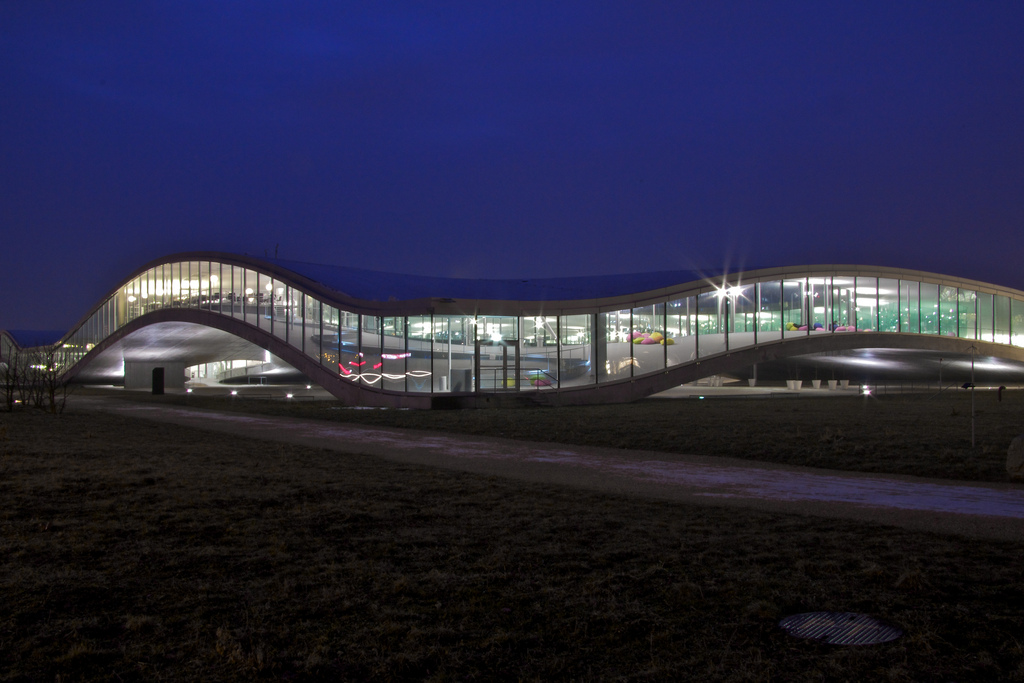
Das Rolex Learning Center bei Nacht
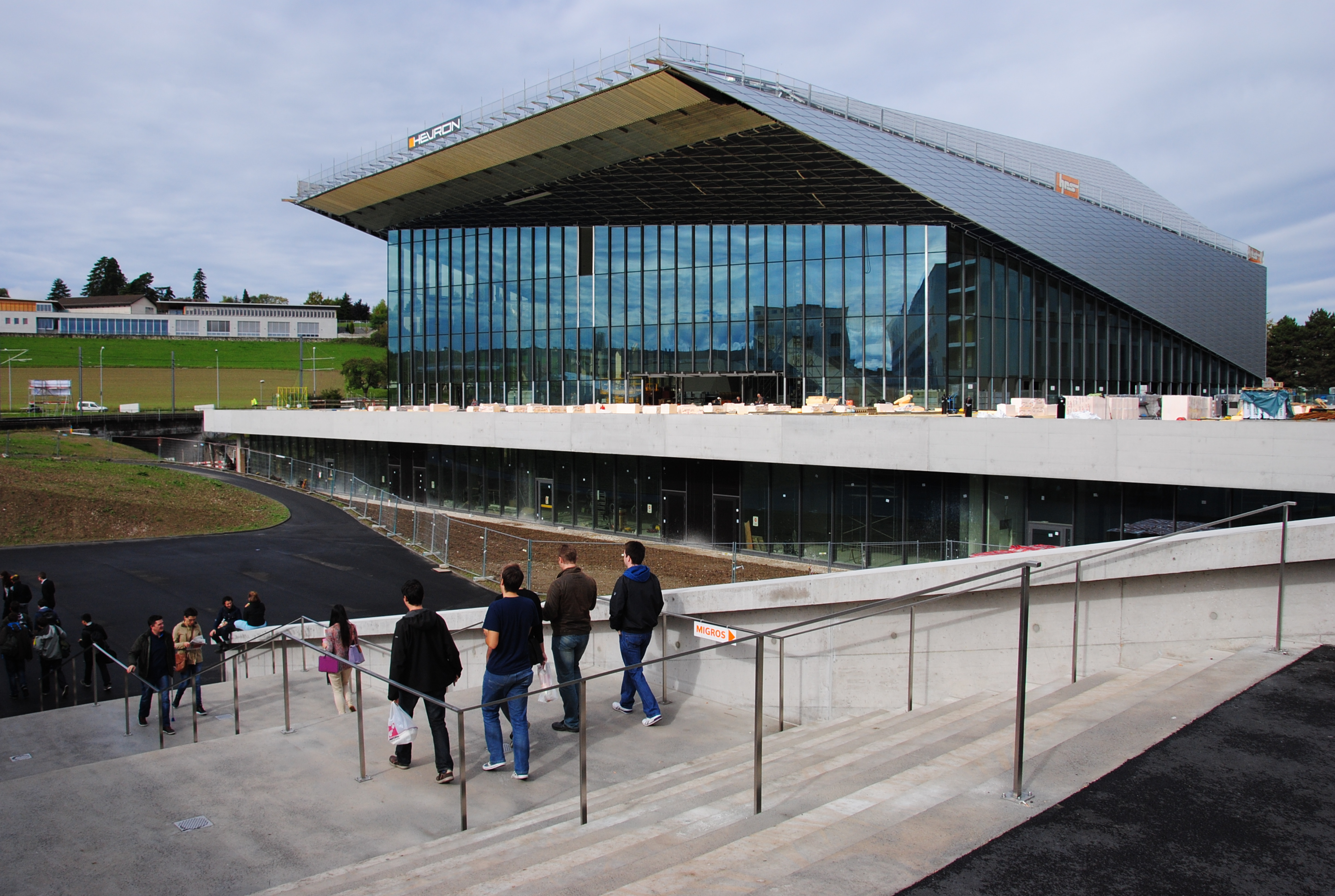
Swiss Tech Convention Center im Oktober 2013